# Obchody 100-lecia odzyskania niepodległości przez Polskę
Obchody 100-lecia odzyskania niepodległości przez Polskę odbyły się w 2018 i związane z jubileuszem stu lat od odzyskania niepodległości przez Polskę 11 listopada 1918.

## Wydarzenia poprzedzające

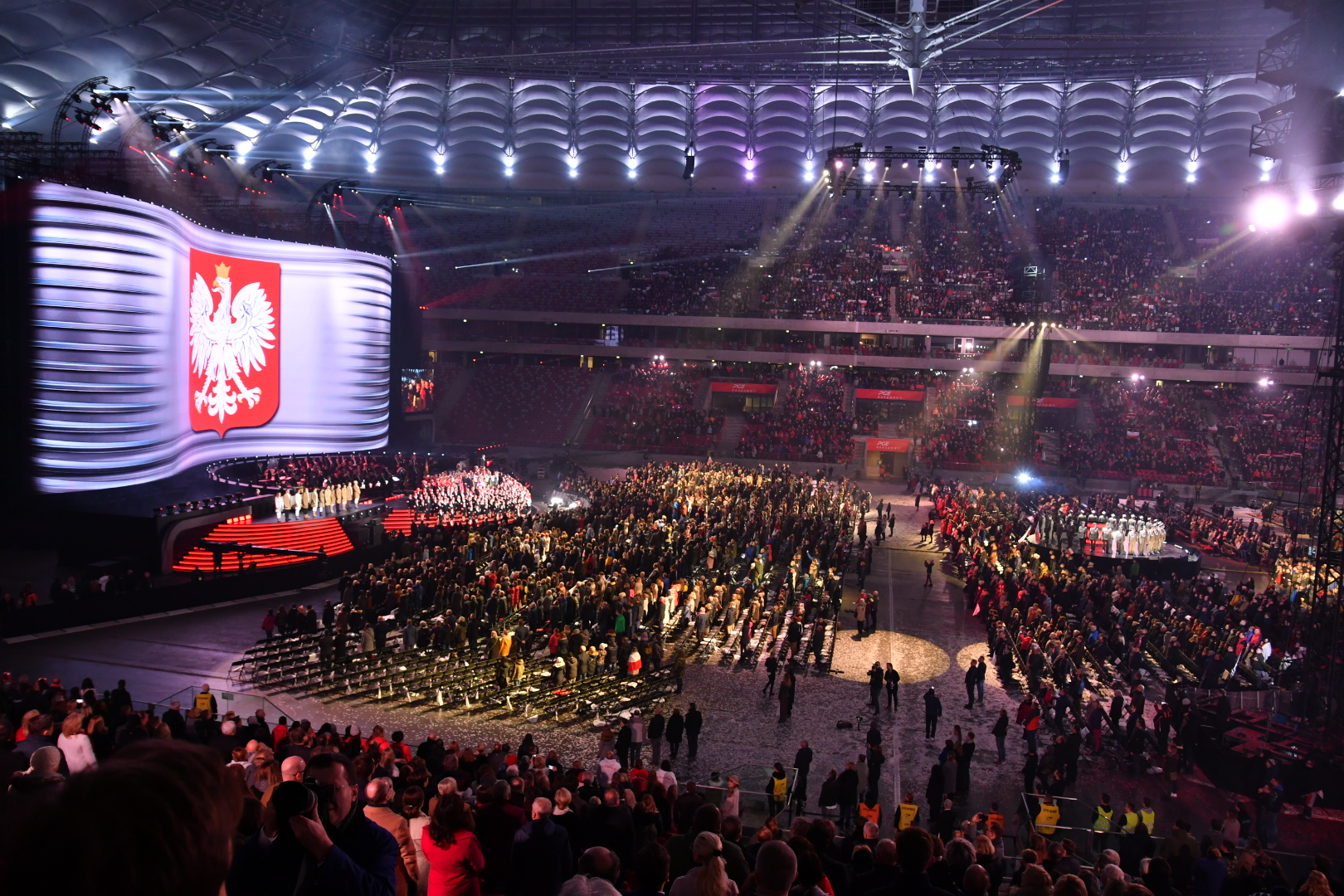
Koncert dla Niepodległej na Stadionie Narodowym w Warszawie (2018)

Podczas obchodów Narodowego Święta Niepodległości 11 listopada 2016 prezydent RP Andrzej Duda zaapelował o wspólne przygotowanie i świętowanie obchodów 100-lecia odzyskania niepodległości przez Polskę w 2018. Pełnomocnikiem prezydenta RP do spraw narodowych obchodów setnej rocznicy odzyskania niepodległości Rzeczypospolitej Polskiej został minister Wojciech Kolarski.
Uchwałą z 25 maja 2017 Sejm RP VIII kadencji zdecydował o ustanowieniu roku 2018 Rokiem Jubileuszu 100-lecia odzyskania przez Polskę Niepodległości. Uchwałą z 7 grudnia 2017 Senat RP IX kadencji zdecydował o ustanowieniu roku 2018 Rokiem Niepodległości Polski.
W związku z 100. rocznicą odzyskania niepodległości 28 lipca 2017 minister spraw wewnętrznych Mariusz Błaszczak zainicjował akcję pod nazwą „Zaprojektuj z nami Polski Paszport 2018”.
W 2017 podjął działalność Komitet Narodowych Obchodów Setnej Rocznicy Odzyskania Niepodległości Rzeczypospolitej Polskiej.
Na wniosek prezydenta RP zwołano Zgromadzenie Narodowe na 5 grudnia 2017 z okazji 150. rocznicy urodzin marszałka Józefa Piłsudskiego, co stanowiło inaugurację obchodów 100-lecia odzyskania niepodległości przez Polskę. W orędziu wygłoszonym przed obiema izbami parlamentu tego dnia prezydent zainaugurował obchody jubileuszu stulecia odzyskania przez Polskę niepodległości.
8 maja 2018 Rada Ministrów ustanowiła odznakę okolicznościową Medal 100-lecia Odzyskania Niepodległości. 15 czerwca 2018 ustanowiono Medal Stulecia Odzyskanej Niepodległości. 7 listopada 2018 prezydent Andrzej Duda podpisał ustawę o ustanowieniu 12 listopada 2018 Święta Narodowego z okazji Setnej Rocznicy Odzyskania Niepodległości Rzeczypospolitej Polskiej.
W dniu 10 listopada 2018 Prezydent RP i Zwierzchnik Sił Zbrojnych RP Andrzej Duda podpisał ustawę z dnia 4 października 2018 r. o zmianie ustawy o urzędzie Ministra Obrony Narodowej oraz ustawy o powszechnym obowiązku obrony Rzeczypospolitej Polskiej. Tego samego dnia na Stadionie Narodowym w Warszawie odbył się Koncert dla Niepodległej, który zgromadził na obiekcie 37 tys. widzów, a ponadto był transmitowany przez stacje telewizyjne. Organizatorem wydarzenia było Biuro Programu „Niepodległa”. Z Polską Orkiestrą Radiową wystąpili znani artyści, między innymi: Aleksandra Kurzak, Krystyna Prońko, Maryla Rodowicz, Jan Pietrzak, Adam Bałdych, Krzysztof Cugowski, Natalia Sikora, Natalia Szroeder, Ewa Farna, Marek Piekarczyk, Andrzej Lampert, zespół Mazowsze, SBB i Warszawskie Combo Taneczne. Również tego dnia został odsłonięty Pomnik Lecha Kaczyńskiego na placu marsz. Józefa Piłsudskiego w Warszawie.

## Obchody 11 listopada 2018

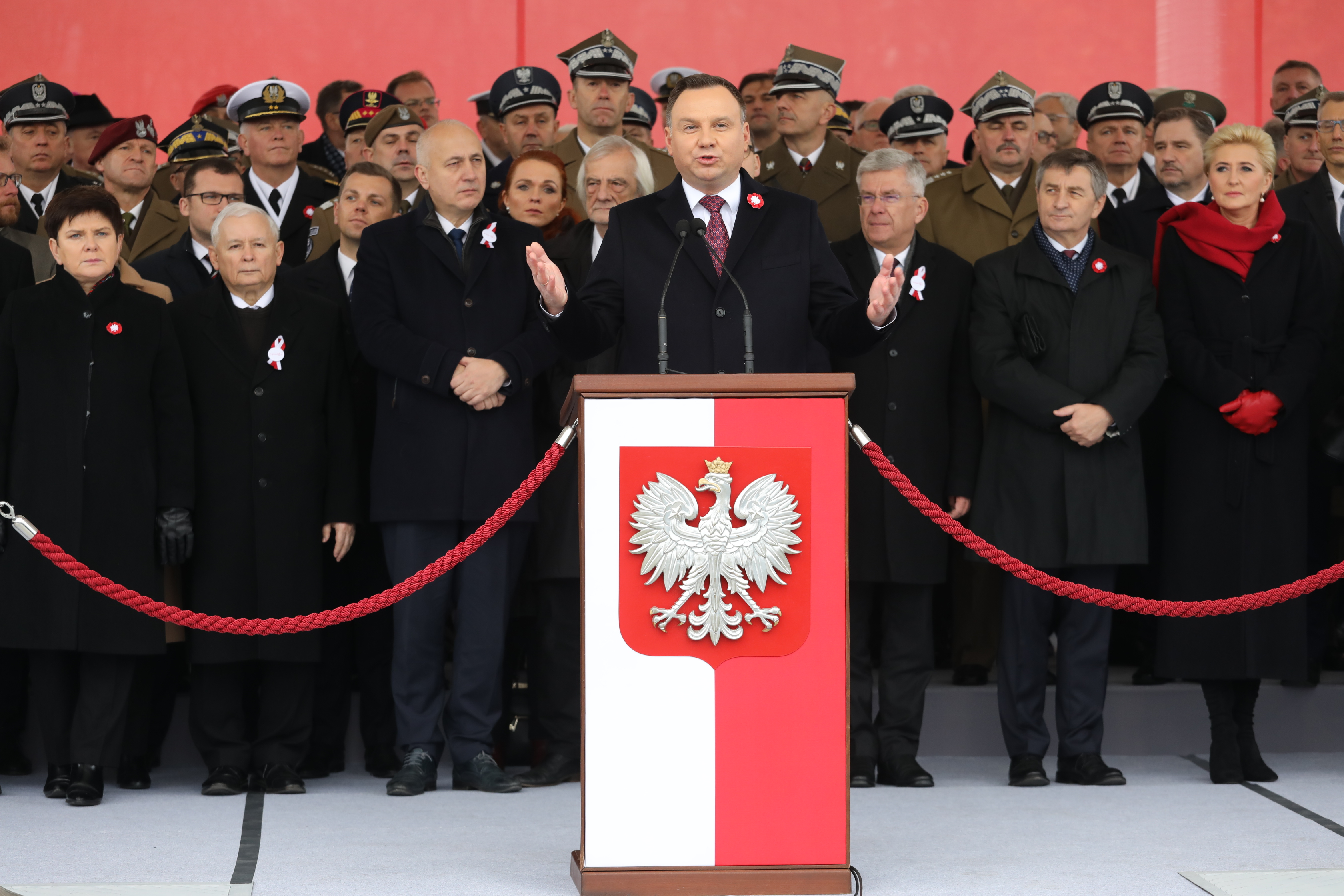
100-lecie odzyskania niepodległości przez Polskę, przemówienie prezydenta Andrzeja Dudy na placu marsz. Józefa Piłsudskiego w Warszawie, 11 listopada 2018

Uroczystości Narodowego Święta Niepodległości rozpoczęły się dziękczynną Eucharystią odprawioną o godzinie 9.00 w Świątyni Opatrzności Bożej. Wzięli w niej udział przedstawiciele najwyższych władz z prezydentem RP na czele. Odczytano list jaki na rocznicę odzyskania niepodległości przesłał papież Franciszek. Prezydent Andrzej Duda zapalił Świecę Niepodległości, ofiarowaną Warszawie w 1867 roku przez Piusa IX z życzeniem, aby zapalono ją dopiero wówczas, gdy Polska będzie wolna.
Przy udziale prezydenta RP Andrzeja Dudy przy Grobie Nieznanego Żołnierza odbyła się Odprawa Wart, podniesienie flagi państwowej na maszt i odśpiewanie Hymnu RP w południe 11 listopada 2018, co było elementem ogólnopolskiej akcji „Niepodległa do hymnu”, organizowanej przez Biuro Programu „Niepodległa”, w ramach której w prawie tysiącu lokalizacji w Polsce i za granicą o tej porze śpiewano hymn państwowy. Prezydent RP podpisał deklarację o restytucji Pałacu Saskiego w Warszawie.
12 września 2018 prezydent RP Andrzej Duda ogłosił nazwiska 25 osób, które w dniu 11 listopada 2018 pośmiertnie zostały uhonorowane Orderem Orła Białego, a odznaczenia odebrali ich krewni. Odznaczeni zostali: Stefan Banach, abp Antoni Baraniak, Roman Dmowski, bp Juliusz Bursche, Ignacy Daszyński, ks. Szymon Fedorońko, Halina Konopacka, Hilary Koprowski, Janusz Korczak, Wojciech Kossak, Zofia Kossak-Szczucka, Leon Kryczyński, Kornel Makuszyński, Olga Małkowska, Andrzej Małkowski, Stanisław Mierzwa, Jędrzej Moraczewski, Leon Petrażycki, Maciej Rataj, Władysław Reymont, Maria Skłodowska-Curie, gen. Stanisław Sosabowski, Baruch Steinberg, Karol Szymanowski i Stefan Żeromski.
11 listopada 2018 został odsłonięty Pomnik Ignacego Daszyńskiego w Warszawie.
W Warszawie od godz. 15 odbył się marsz wspólnotowy, w ramach którego w pierwszej kolejności przeszedł marsz pod nazwą „Dla Ciebie Polsko” objęty honorowym patronatem przez prezydenta RP gromadzący m.in. członków rządu RP, a następnie przeszedł pierwotnie planowany Marsz Niepodległości, organizowany pod hasłem „Bóg, Honor, Ojczyzna”. Według szacunków Policji w marszu udział wzięło około dwieście tysięcy osób.
W Warszawie, w godzinach 13–22, odbył się także Festiwal Niepodległa na Krakowskim Przedmieściu, zorganizowany przez Biuro Programu „Niepodległa”. Podczas wydarzenia odbyły się m.in. parady, koncerty takich artystów, jak L.U.C, Golec uOrkiestra i O.S.T.R., oraz warsztaty i pokazy filmowe. W Festiwalu wzięło udział 300 tys. uczestników.

## Obchody w innych krajach
W biało-czerwone barwy podświetlono m.in. następujące budowle i obiekty na świecie: wieżę Eiffla, Trzy Krzyże w Wilnie, ratusz w Tel Awiwie, statuę Chrystusa Zbawiciela w Rio de Janeiro, Gran Torre Santiago, Burdż Chalifa, piramidy w Gizie, Széchenyi lánchíd, wieżę telewizyjną Žižkov, CN Tower, diabelski młyn w Los Angeles, Most Parkowy w Kijowie, Krzywą Wieżę w Pizie, wodospad Niagara, Most Mendoga, fontannę Cibeles i hotel Fullerton w Singapurze.
Jubileuszowy XXV Międzynarodowy Festiwal Poetycki „Maj nad Wilią” w Wilnie 27-31 maja 2018 przebiegał pod hasłem – „100-lecie odzyskania niepodległości Polski i 100-lecie proklamowania Państwa Litewskiego”.

### Na Białorusi

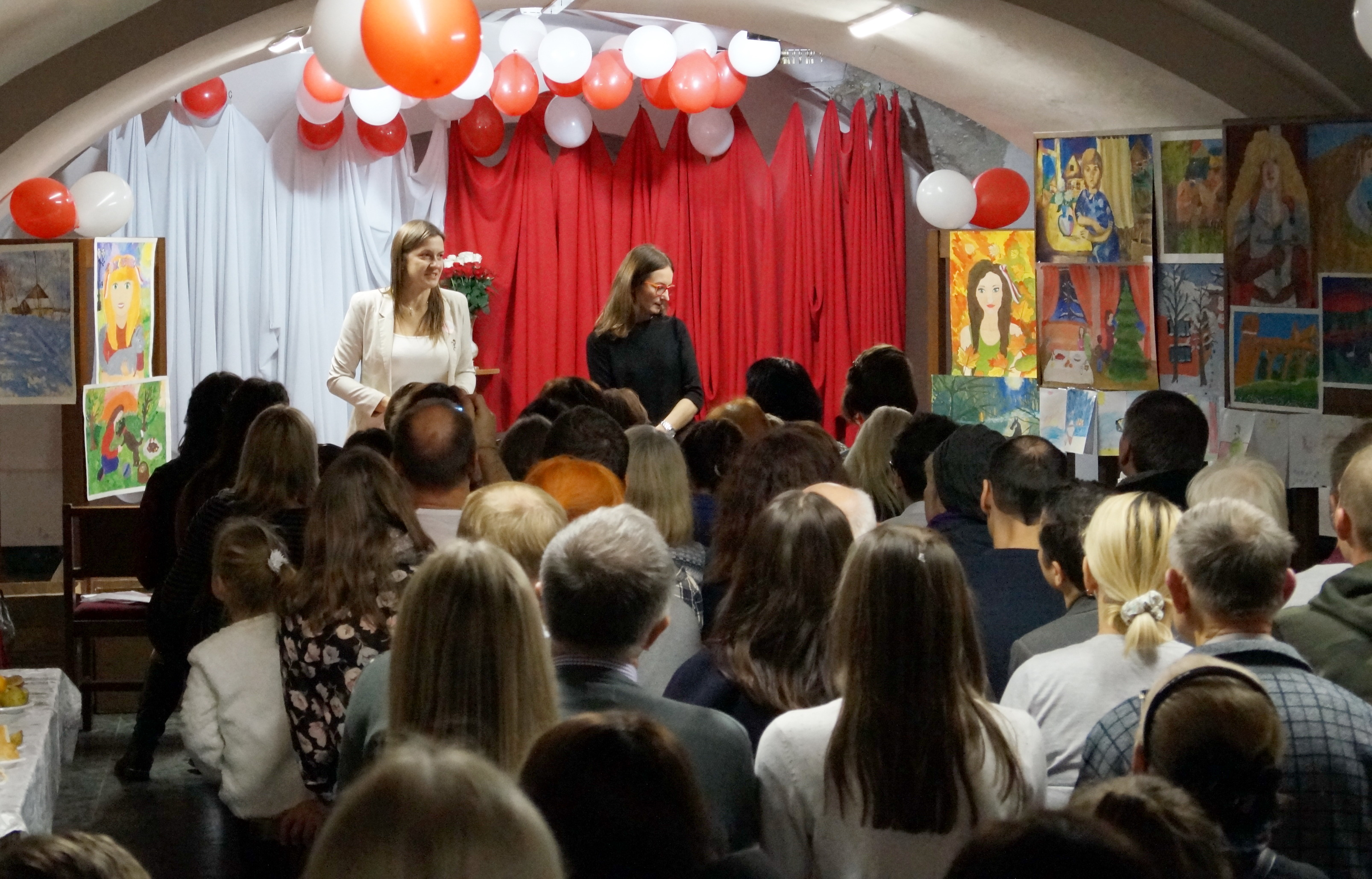
Obchody 100-lecia Niepodległości przez Polskę w Mińsku (2018)

W listopadzie 2018 roku polska społeczność na Białorusi szeroko obchodziła 100-lecie niepodległości Polski. Szereg imprez odbył się w Mińsku, Grodnie, Brześciu, a także w małych miejscowościach, w których mieszkają przedstawiciele mniejszości polskiej. Na uroczystościach w Mińsku zebrało się kilkuset przedstawicieli diaspory polskiej, odbyło się wręczenie nagród zwycięzcom artystyczno-literackiego „Niepodległa. Niepokonana”. Na spotkanie przybył również przedstawiciel ambasady RP na Białorusi. Podczas uroczystości zostały zaprezentowane amatorskie przedstawienia teatralne na motywach utworów polskich autorów, recytowano wiersze, śpiewano polskie pieśni patriotyczne. Do uroczystości był specjalnie upieczony tort na Stulecie Niepodległości Polski. 
Ambasada RP w Mińsku wraz z Mińskim Oddziałem Związku Polaków i historykiem Iharem Mielnikauem zorganizowali prezentację albumu „Dowborczycy z twierdzy Bobrujsk”, poświęcony historii Pierwszego Korpusu Polskiego dowodzonego przez gen. Józefa Dowbor-Muśnickiego. 11 listopada uczniowie grodzieńskiej Polskiej Szkoły Społecznej przy ZPB im. Króla Stefana Batorego dołączyli się do zorganizowanej przez polskie Ministerstwo Edukacji Narodowej światowej akcji „Rekord dla Niepodległej” – o 11:11 zaśpiewali hymn Polski. 
12 listopada w Teatrze Wielkim opery i baletu w Mińsku z okazji Dnia Niepodległości odbyły się uroczystości z udziałem Rzeczypospolitej Polskiej, na których była obecna polska diaspora, przedstawiciele ambasad, duchowieństwa, wybitni działacze kultury i sztuki. Po pozdrowieniach od działaczy państwowych gościom został zaprezentowany balet „Szopeniana”, postawiony na utwory fortepianowe Fryderyka Chopina. Przyjęcia uroczyste przeprowadzili również konsulaty w Grodnie i Brześciu.